# السدارة العراقية
السدارة العراقية هي قبعة يمكن طيها بشكل مسطح عند عدم ارتدائها. على الرغم من ارتباطها بالزي العسكري منذ منتصف القرن التاسع عشر، لكنها في العراق ارتبطت بالعسكريين والمدنيين على حد سواء.

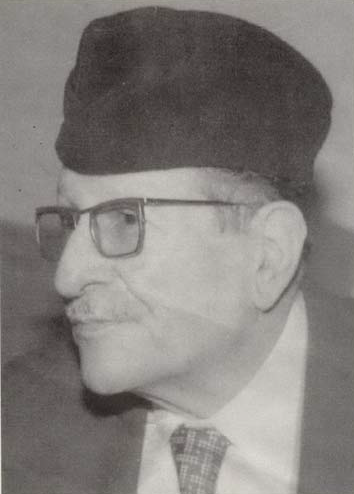
علي الوردي، عالم اجتماع عراقي متخصص في مجال التاريخ الاجتماعي، يرتدي السدارة

بدأ هذا في 23 أغسطس 1921 ، عندما تولى فيصل الأول عرش العراق كأول ملك للعراق الحديث من المملكة المتحدة . حلم فيصل ببناء دولة حديثة في العراق، وإدخال عدد من التقاليد والأنظمة السياسية والاجتماعية الحديثة إلى البلاد، البلد الذي خرج لتوه من الحكم العثماني الذي استمر قرابة أربعة قرون. ومن بين هذه التغييرات، أراد الملك أن يجد لباسًا وطنيًا للرأس وأن يميز أهل العراق عن الجيران، مثل العثمانيين الذين يرتدون الطربوش ، وعرب شبه الجزيرة العربية الذين يرتدون الثوب والعقال والكوفية. وزعها لأول مرة على الوزراء رستم حيدر أحد مستشاري الملك في ذلك الوقت، وكان أول من يرتديها الملك فيصل الأول لتشجيع الناس على ارتدائها، ومنه سميت باسمه (الفيصلية) الذي هو الاسم الثاني للسدارة. استخدمت السدارة بشكل رئيسي في المدن الكبرى، مثل بغداد والموصل.

## السدارة اليوم
إثر سقوط النظام الملكي في العراق، تراجعت شعبية السدارة تدريجياً. آخر شخصية رئيسية ارتدتها كان الرئيس أحمد حسن البكر. خلال فترة الثمانينيات من القرن العشرين، أصبح من غير المألوف رؤية شخص يرتدي السدارة في العراق، باستثناء بعض الأماكن المعينة في كل من بغداد والموصل، وفي المناسبات التي تحمل طابعًا تقليديًا. اختفت السدارة من الزي العسكري العراقي في القرن الحادي والعشرين.